# Maurice el Mediouni
Maurice El Mediouni en francés,  El Médioni (en árabe:  مــوريــس الــمــديــونــي, nacido el 18 de octubre de 1928 en Orán, Argelia - 26 de marzo de 2024) es un pianista, compositor e intérprete argelino-judío de música andalusí, raï, sefardí y  árabe. Es uno de los pocos artistas vivos que ha actuado con artistas como Lili Labassi, Line Monty, Lili Boniche, Samy Elmaghribi y Reinette L'Oranaise. Era también sastre profesional y comenzó a interesarse por la música como un hobby.
Nació en el barrio judío de Orán, en una familia de músicos. Su tío era el famoso Messaoud El Mediouni, Saoud l'Oranais, que murió en el campo de concentración de Sobibor. A veces se lo considera el abuelo de la música pop argelina.
Después de la guerra de independencia de Argelia, se mudó a París, Francia, donde trabajó como sastre y también ocasionalmente apoyó a cantantes judíos, y en 1967 a Marsella, donde abrió una fábrica de ropa y se tomó un descanso de su carrera musical, que reanudó en la década de 1980. Actualmente reside en Francia e Israel, y puede ser visto en vivo tocando en solitario o con otros artistas árabes, franceses y judíos-franceses, como Mahmoud Fadl, los Klezmatics, y con músicos que originalmente lo habían acompañado casi medio  siglo antes en Argelia y Francia.
Su libro de memorias, De Orán a Marsella, editado por Max Reinhardt (presentador de radio) y traducido por Jonathan Walton, fue publicado por Repeater Books en 2017.